# Прохорова, Евгения Филипповна
Евгения Филипповна Прохорова (1912—1942) — советская лётчица, участница Великой Отечественной войны, командир 586-го женского истребительного авиационного полка ПВО, старший лейтенант.

## Биография
Родилась 17 ноября 1912 года в г. Знаменка Российской империи, ныне Кировоградской области Украины.
Окончила Днепропетровское железнодорожное училище (1932), один год работала по специальности, потом переехала в Москву.
В 1934 году, без отрыва от производства, закончила пилотскую группу аэроклуба, а в 1935 — инструкторскую группу.
В 1935 году приняла участие в перелете Ленинград—Москва на самолете № 6 конструкции А. С. Яковлева. Освоила все существовавшие на то время типы спортивных самолетов.
С 1936 года заняла должность инструктора-летчика аэроклуба Сталинского района г. Москвы. Была участницей традиционных воздушных парадов в Тушино, посвященных Дню Воздушного Флота. Возглавляла женскую пилотажную пятерку на спортивных самолетах.
В 1940 году на одноместном планере «Рот Фронт-7» Прохорова устанавливает два национальных рекорда I категории по дальности и высоте полета. В мае 1941 года была назначена командиром спортивного звена Кировского аэроклуба Москвы. Перед самой войной поступила в Академию Гражданского Воздушного Флота.
Во время Великой Отечественной войны — вводила в строй летчиков истребительного полка, помогая инструкторам Энгельсской ВАШП. Добровольцем пошла на фронт. Исполняла обязанности командира 586-го ИАП (декабрь 1941 — март 1942).
На момент гибели командир авиаэскадрильи. Погибла 3 декабря 1942 года во время полета сопровождения особо важного самолета «Ли-2» из Куйбышева в Москву.
Похоронена в Оренбурге.

## Память
- Именем Евгении Прохоровой были названы пионерские отряды школ Москвы, Челябинска, Саратова, Каунаса.

## Награды
- За успешную подготовку курсантов и участие в воздушных парадах была награждена знаком «ЗАОР» («За активную оборонную работу»).
- Неоднократно отмечалась благодарностями и грамотами Московского и Центрального советов Осоавиахима.